# Чурручей
Чурруче́й — деревня в Винницком сельском поселении Подпорожского района Ленинградской области.

## История
В писцовой книге Обонежской пятины 1563 года упоминается «починок на усть Чюра-ручья на Имоченицкой пожне». Этот населённый пункт на момент описания входил в состав Никольского Ярославского погоста и принадлежал помещикам А. З. и С. З. Скобельцыным.

ЧУР РУЧЕЙ — деревня на земле Лавровского сельского общества при реке Оять, число дворов — 9, число домов — 9, число жителей: 28 м. п., 29 ж. п. (1910 год) 

Деревня административно относилась к Пелдушской волости 2-го земского участка 2-го стана Тихвинского уезда Новгородской губернии.

Деревня Чурручей на карте 1932 года

Согласно карте Ленинградской области Северо-западного аэрогеодезического треста ГГУ издания 1932 года деревня называлась Чур-Ручей и насчитывала 7 крестьянских дворов.
По данным 1933 года деревня называлась Чур-Ручей и входила в состав Ярославского вепсского национального сельсовета Винницкого национального вепсского района.

Деревня Чурручей на карте 1940 года

Согласно топографической карте РККА 1940 года деревня называлась Чурручей и входила в куст деревень Ярославичи.
По данным 1966 года деревня называлась Чур-Ручей и входила в состав Ярославского сельсовета Подпорожского района.
По данным 1973 и 1990 годов деревня называлась Чурручей и также входила в состав Ярославского сельсовета.
В 1997 году в деревне Чурручей Ярославской волости проживали 3 человека, в 2002 году — 1 человек (русский).
В 2007 году население деревни Чурручей Винницкого СП — также 1 человек.

## География
Деревня расположена в юго-западной части района, на левом берегу реки Оять при впадении в неё Чурручья.
По противоположном берегу реки проходит автодорога 41К-016 (Станция Оять — Плотично). Расстояние до административного центра поселения — 23 км.
Расстояние до ближайшей железнодорожной станции Подпорожье — 105 км.

## Демография
| 1910 | 1926 | 1939 | 1951 | 1961 | 1971 | 1975 |
| ---- | ---- | ---- | ---- | ---- | ---- | ---- |
| 57   | ↗64  | ↘45  | ↘29  | ↘24  | ↗28  | ↘25  |
| 1989 | 1997 | 2002 | 2007 | 2010 | 2017 |      |
| ↘4   | ↘3   | →3   | ↘1   | ↘0   | →0   |      |

Изменение численности населения за период с 1910 по 2017 год:
Согласно данным Всероссийской переписи населения 2021 года в деревне постоянного населения не было.

## Транспорт
Дороги в деревне отсутствуют. Сообщение с внешним миром возможно через Ярославичи, где имеется пешеходный мост через Оять.

## Улицы
Заречная.